# Isidor Onciul
Isidor Onciul (auch: Isidor Ritter von Onciul; * 1834 in Frătăuții Vechi, Bukowina; † 28. Februar 1897 in Czernowitz) war ein rumänischer griechisch-orthodoxer Theologe.

## Leben
Onciul studierte griechisch-orthodoxe Theologie in Czernowitz und Wien. Er war danach Gymnasiallehrer in Czernowitz (1845–1853) und Priester in Vicovu de Sus (1862–1867). Von 1866 bis 1897 wirkte er als Professor für Altes Testament und semitische Sprachen an der griechisch-orientalisch-theologischen Fakultät in Czernowitz, deren Dekan er fünfmal war. Onciul war Ehrenstadtrat (seit 1874), Erzpriester (1880) und Mitglied des Vorstands der Gesellschaft für rumänische Kultur und Literatur in der Bukowina. Onciul forschte zur Bedeutung des griechisch-orientalischen Religionsfonds in der und für die Bukowina, aber auch zu dessen Verflechtung mit der Wiener Regierung. Er legte hierzu eine umfassende idiographische Überblickszusammenstellungen neben einer Reihe von kleineren Regionalstudien vor. Sein Sohn war der Politiker Aurel Onciul.

## Veröffentlichungen
- Ceva despre mersul şi desvoltământul culturei teologice şi clericale în Bucovina [Etwas über die Entwicklung der theologischen und geistlichen Kultur in Bukowina], in: Candela 1, II, Czernowitz 1883.
- Manual de arheologie biblica (Hdb. für bibl. Archäol.), 1884.
- Manual de introducere în sfintele carti ale Testamentului Vechi (Hdb. zur Einführung in die hl. Bücher des Alten Testamentes), 1889.[10]
- Cartea psalmilor, traducere si comentar (Das Buch der Psalmen, Übers. und Kommentar), 1858.
- Hebräische Grammatik nach dem mündlichen Vortrage.
- Diferite studii în rev. "Candela".
- Fondul religionar gr. or. al Bucovinei. Substratul, formarea desvoltarea şi starea lui de față [Der griechisch orientalische Religionsfonds der Bukowina. Entstehung, Entwicklung und gegenwärtiger Stand], Czernowitz 1891.

## Trivia
Die Czernowitzer Straße Nevs’koho war bis Mitte der 1940er Jahre nach Isidor Onciul benannt.